# Thành phố mới Bình Dương

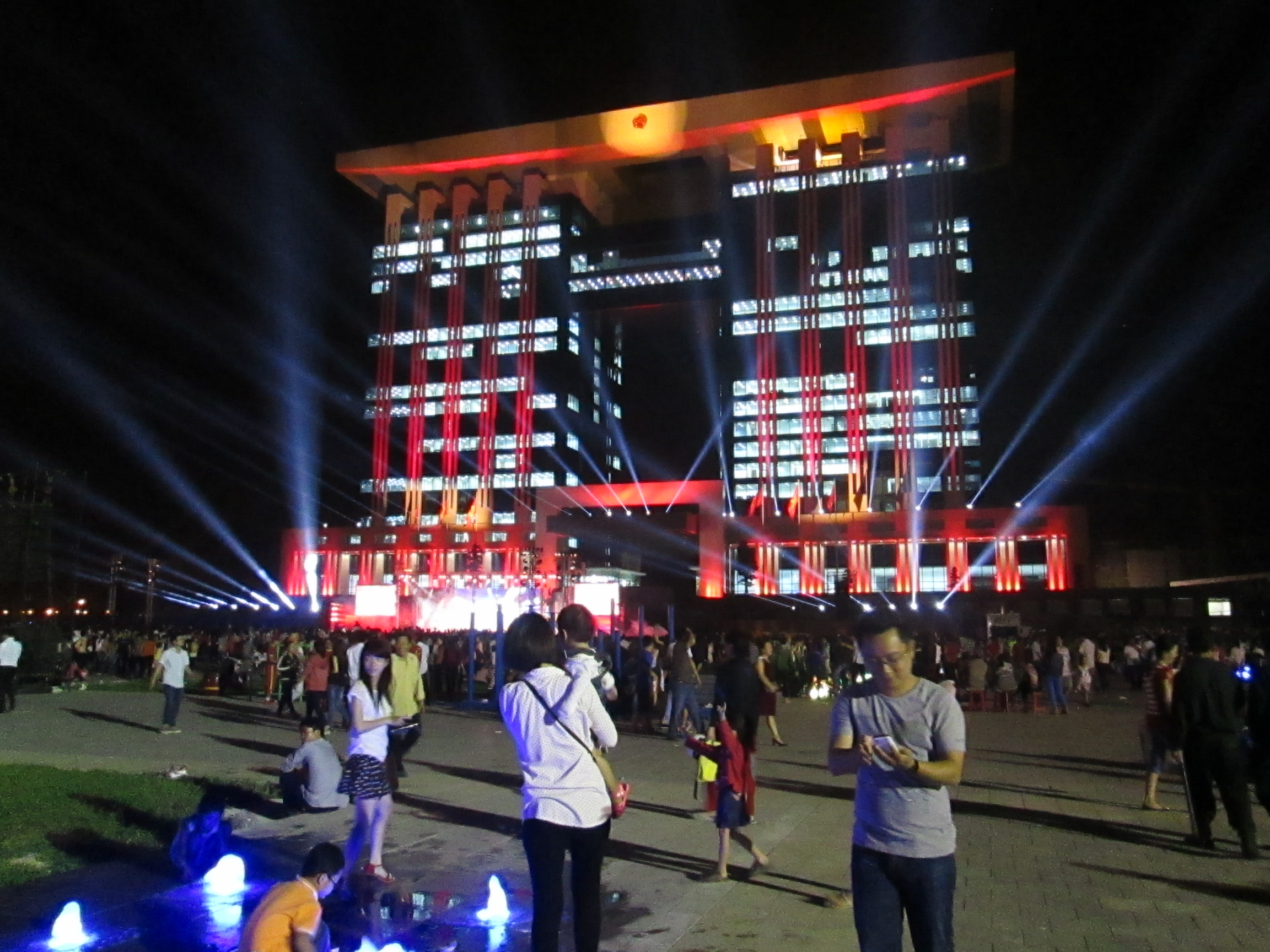
Trụ sở trung tâm hành chính mới Bình Dương khánh thành vào ngày 20-02-2014

Thành phố mới Bình Dương là tên của một đề án xây dựng đô thị trong Khu liên hợp công nghiệp - dịch vụ - đô thị tỉnh Bình Dương. Thành phố này được xây dựng mới hoàn toàn, không dùng tiền ngân sách và sẽ là trung tâm hành chính mới của tỉnh Bình Dương thay cho thành phố Thủ Dầu Một.

## Hình thành
Thành phố mới Bình Dương do Tổng công ty Đầu tư và Phát triển công nghiệp (Becamex IDC) làm đơn vị chủ đầu tư. Theo quy hoạch, đô thị mới cách trung tâm Thủ Dầu Một khoảng 8 km, có tổng diện tích hơn 709 ha, nằm trên địa bàn phường Hòa Phú, phường Định Hòa, phường Phú Tân của thành phố Thủ Dầu Một.
Trung tâm đô thị mới Bình Dương có khả năng phục vụ khoảng 400.000 người định cư lâu dài và hơn 400.000 người thường xuyên đến làm việc.

## Xây dựng thành phố mới
Tháng 6 năm 2009, Ủy ban Nhân dân tỉnh Bình Dương đã phê duyệt quy hoạch chi tiết xây dựng tỷ lệ 1/500 theo quyết định số 2273/QĐ-UBND. Tháng 7 năm 2009, Becamex IDC đã được Ủy ban Nhân dân tỉnh cấp giấy chứng nhận quyền sử dụng đất thực hiện dự án khu đô thị mới thuộc Khu liên hợp theo quyết định số 2717/QĐ-UBND. Ngày 26 tháng 4 năm 2010, lễ khởi công thành phố mới Bình Dương được tổ chức.
Theo quy hoạch, thành phố mới Bình Dương bao gồm 7 phân khu như sau:
1. Khu trung tâm hành chính
2. Khu công viên công nghệ kỹ thuật tháp
3. Khu trung tâm tài chính, ngân hàng, chứng khoán
4. Khu văn phòng cho thuê, nhà hàng - khách sạn cao cấp
5. Khu trung tâm hội nghị, triển lãm quốc tế, trường đại học
6. Các khu phục vụ cộng đồng như quảng trường, công viên, hồ sinh thái, trung tâm văn hóa, nhà trẻ, bệnh viện
7. Các công trình hạ tầng kỹ thuật...

Hiện tại, Becamex đã xây dựng và đưa vào sử dụng Trung tâm chính trị - hành chính tập trung của tỉnh, Trung tâm hội nghị và triển lãm quốc tế. Dự kiến từ khi khởi công đến năm 2020, tổng vốn đầu tư cho các dự án của trung tâm thành phố mới Bình Dương là hơn 150.000 tỷ đồng, trong đó vốn đầu tư cho công trình tạo lực là hơn 20.000 tỷ đồng.